# I Hate Us
I Hate You är The Almighty Trigger Happys tredje och sista studioalbum, utgivet 1999 av Bad Taste Records. Gruppen splittrades kort efter att skivan utgivits. Den 19 april 2004 återutgavs skivan med tre tidigare outgivna spår under namnet I Hate Us Even More.

## Låtlista
1. a) "They Is Them" b) "Dirty Rotten"
2. "Pasty (Waiting Around)"
3. "Individual"
4. "Classic End"
5. "No Luxury"
6. "Future Thanks"
7. "Burnt Coffee Blues"
8. "Bought to Be Sold"
9. "My Problem"
10. "Reality Timecheck"
11. "Sirens"
12. "GSA" (Fear-cover)
13. "Everything Evil (Is Good Again)"
14. "Plus or Minus 10%"

### Bonuslåtar på 2004 års utgåva
1. "Lever"
2. "Ah Satan"
3. "Gag Reflex"